# Vertigine bianca
Vertigine bianca è un film del 1956 che racconta gli eventi dei Giochi olimpici invernali di Cortina d'Ampezzo 1956.
Il film è trasmesso periodicamente, in Italia, dai canali televisivi satellitari Rai Sport 1 e Rai Sport 2.

## Trama
Dallo sci alpino al pattinaggio di velocità, dall'hockey su ghiaccio allo sci di fondo, il film documentario narra gli eventi della prima olimpiade invernale disputata in Italia a Cortina d'Ampezzo.

## Titoli negli altri paesi
- Finlandia: Cortinan talviolympialaiset 1956 (uscito il 15 febbraio 1957)
- Austria: Der weiße Sieg
- Germania Ovest: Der weiße Sieg
- America: White Vertigo[1]